# Народный артист (реалити-шоу)
«Наро́дный арти́ст» — телевизионный музыкальный проект телеканала «Россия», а также газеты «Комсомольская правда» и радиостанции «Европа Плюс» по выявлению молодых талантов, основанный на популярном британском телешоу Pop Idol (2001—2003).
Выходил на телеканале «Россия» с 2003 по 2006 год, пережил три сезона. В телешоу принимали участие различные конкурсанты, которые отбирались судьями для дальнейшего их участия в проекте. Ведущими первых двух сезонов телепроекта были Фёкла Толстая и Иван Ургант. Третий сезон вели Оскар Кучера и Ольга Шелест. Кроме того, параллельно с «Россией» последний сезон данного конкурса транслировался и на канале Муз-ТВ.
Шоу «Pop Idol» получило свою известность по крайней мере в 57 странах мира. Его национальные версии ещё продолжаются в Австралии, Вьетнаме, Германии, Грузии, Индии, Индонезии, Ираке, Испании, Камбодже, Курдистане, Мальдивах, Мьянме, Непале, Нигерии, Норвегии, Португалии, Румынии, Саудовской Аравии, Словакии, США, Филиппинах, Хорватии, Швеции, Эстонии, Эфиопии.

## Суть проекта
«Народный артист» — это вторая попытка телеканала «Россия» запустить своё музыкальное реалити-шоу. В течение первой половины 2003 года в ряде городов России — Красноярске, Перми, Волгограде, Санкт-Петербурге и Москве прошли предварительные отборы конкурсантов. Второй тур, на который попали «лучшие из лучших» с региональных отборов, проходил уже в Москве. На нём исполнители должны были исполнить перед членами жюри какую-либо известную песню. Предпочтение отдавалось русскоязычным песням. На третьем сезоне для исполнения перед жюри выбирались, в основном, советские песни. По сведениям конца июля 2003 года, во второй тур прошли 113 участников. Из 113 участников и выбирались 30 лучших.

## Рейтинги
Появление первого выпуска проекта в российском телеэфире следует связывать с сентябрём 2003 года. Первый выпуск шоу, увидевший свет 5 сентября, собрал у телеэкранов 17,6 % аудитории. Подобно британскому оригиналу, а также предыдущему проекту этого же телеканала под названием «Стань звездой», прошедшего в российском телеэфире годом ранее, организаторы поставили главную цель найти талантливых молодых исполнителей «из народа». Но, в отличие от предшественника в лице «Стань звездой», где из финалистов конкурса должна была набраться целая музыкальная группа, в «Народном артисте» победителем становился только один исполнитель.

## Жюри конкурса
Жюри телеконкурса изначально состояло из нескольких человек, среди них:
Евгений Фридлянд, Лариса Долина, Тигран Кеосаян, Антон Комолов, Лайма Вайкуле, Ким Брейтбург, Геннадий Хазанов и Артур Гаспарян.
В третьем сезоне в состав судей проекта входили Алёна Свиридова, Максим Дунаевский, Геннадий Хазанов и Евгений Фридлянд.
В ходе отборочных туров телепроекта судьи прослушивали несколько тысяч юношей и девушек с разными вокальными и артистическими возможностями из многих городов России и по итогам трёх отборочных туров выбирали тридцатку лучших. Затем телезрители из тура в тур голосовали за победителя с помощью SMS-сообщений.

## Участники
Победителем первого «Народного артиста» (2003) стал мурманчанин Алексей Гоман.
Во втором сезоне «Народного артиста» (2004) победу одержал Руслан Алехно.
В третьем сезоне (2006) зрители проголосовали за Амархуу Борхуу.
Другие известные участники:
- Александр Панайотов (1-й сезон) — занял второе место на проекте; участвовал в проекте «Голос» (5-й сезон) — занял второе место на проекте; участвовал в проекте «Точь-в-точь» (5-й сезон), где и занял пятое место; участвовал в проекте «Фантастика» (1-й сезон) — занял второе место в финале проекта под аватаром Сталкера.
- Алексей Чумаков (1-й сезон) — получил приз слушательских симпатий радиостанции «Европа Плюс»[12]; участвовал в проекте «Один в один!» (1-й и 4-й сезоны) — победил в проекте.
- Кирилл Туриченко (1-й сезон) — участвовал в проекте «Голос Украины» (2-й сезон), бэк-вокалист группы «Smash!!», солист группы «Иванушки International» и участник шоу «Маска» (2-й сезон) в образе Носорога.
- Юрий Титов (1-й сезон) — после проекта «Народный артист» участвовал в проектах «Фабрика звёзд» (4-й сезон), «Голос» и «Главная сцена».
- Ирина Топорец (позднее как Арина Риц), Ольга Ватлина, Анна Алина, Мария Зайцева и Наталья Паволоцкая, финалистки (1-й сезон) организовали группу «Н.А.О.М.И.» и представили[13] Россию на международном конкурсе «Новая волна 2011» в Юрмале и стали его лауреатами.
- Ольга Кузнецова (позднее как Слава Каминская) (2-й сезон) — после проекта вошла в состав дуэта «неАнгелы», а с 2021 года ведёт сольный проект SLAVA KAMINSKA.
- Дмитрий Колдун (2-й сезон) — победил в проекте «Фабрика звёзд (6-й сезон)», участвовал в шоу «Две звезды (2-й сезон)», участвовал в шоу «Фантастика (1-й сезон)» под аватаром Фантома, продержался до 8 выпуска.
- Ангелина Сергеева (3-й сезон) — участвовала в проекте «Голос» (2-й сезон), продержалась до четвертьфинала.
- Марина Девятова (3-й сезон).